# Русбитех
АО «НПО РусБИТех» (акционерное общество «Научно-производственное объединение „Русские базовые информационные технологии“») — российская технологическая компания, производитель высокотехнологичных решений для российских организаций, в том числе Вооружённых сил РФ и других силовых структур. Входит в холдинг Вартон Дениса Фролова. Наиболее известный продукт — операционная система (ОС) Astra Linux. С 2018 года на неё полностью переводится российская армия, в перспективе на неё планируется перевести другие государственные органы РФ чтобы ликвидировать зависимость от иностранной ОС Microsoft Windows в рамках процесса импортозамещения. Введённый в строй в 2014 году Национальный центр управления обороной Российской Федерации полностью работает на Astra Linux и других решениях «Русбитех». Для работы над операционной системой из состава организации выделена отдельная компания ООО «РусБИТех-Астра» (также используется название «группа компаний (ГК) Astra Linux»).

## История и структура
Компания создана в 2008 году и начинала деятельность с создания систем трёхмерного моделирования вооружённого противоборства, одновременно начав адаптацию под свои задачи дистрибутива Debian свободной ОС Linux, в том числе её ядра. К 2018 году число сотрудников составило около 1000 человек, в структуре выделено более 10 подразделений, создана отдельная компания ООО «РусБИТех-Астра» для работы над операционной системой, ставшей флагманским продуктом.
«Русбитех» включён в перечень системообразующих организаций российской экономики в сфере информации и связи (составляется Министерством цифрового развития, связи и массовых коммуникаций Российской Федерации).
«Русбитех» — один из исполнителей государственной программы по созданию интеллектуальных аппаратно-программных платформ (АПП) на основе отечественного ПО и электронных компонентов, которую готовят «Ростех» и РАН.

## Собственники и руководство
- В 2017 году собственником компании Русбитех становится владелец компании Вартон Денис Фролов (80 %) и Илья Сивцев (20 %).
- В 2019 году тех. директором компании становится Кабанков Павел
- В 2019 операционным директором ГК Астра (куда выделен бизнес по разработке ОС Astra Linux) назначается Илья Сивцев

## Продукция
Помимо ОС семейства Astra Linux, компания производит:
- средства защиты информации (программные и аппаратные);
- защищённые программно-технические комплексы для создания, управления и контроля состояния вычислительных сетей;
- системы моделирования и поддержки принятия решений (обмен данными о вооружённом противоборстве, управление воинскими формированиями, организация работы должностных лиц);
- системы трёхмерной визуализации;
- технические средства обучения (имитатор стрельбы, электронный стрелковый тренажёр, моделирование тактической обстановки, планирование действий войск и пр.);
- средства информационного сопряжения (распределение моделирования и других данных);
- автоматизированные подвижные единицы (мобильные рабочие помещения на базе автомобилей КАМАЗ);
- телекоммуникационные изделия (оборудование для компьютерных сетей);
- решения для автоматизации процессов (планирование, хранение данных, обмен данными, контроль выполнения).

## Санкции
16 декабря 2022 года, на фоне вторжения России на Украину, Евросоюз ввёл санкции в отношении «Русбитеха» за ОС Astra Linux, которая используется в российских вооруженных силах, а также производство командных пунктов АПЕ-5, которые «активно используются во время агрессивной войны России против Украины, таким образом, „Русбитех“ несет ответственность за поддержку действий, подрывающих или угрожающих территориальной целостности, суверенитету и независимости Украины». Позднее, по аналогичным основаниям санкция ввела Швейцария. 23 февраля 2024 года компания была включена в блокирующий санкционный список США и Канады.

## Русбитех-Астра

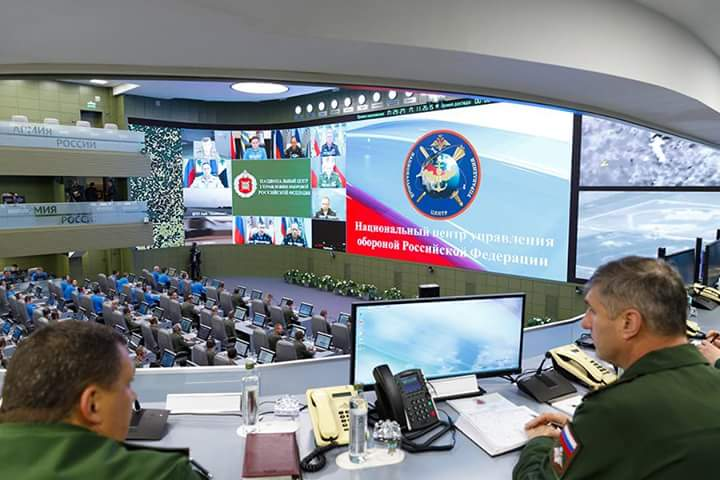
Astra Linux Special Edition в Национальном центре управления обороной РФ

ООО «РусБИТех-Астра», она же ГК Astra Linux, — компания, выделенная из состава НПО «Русбитех» специально для работы над ОС линейки Astra Linux. Система серийно поставляется и применяется в ВС РФ с 2010 года, к её разработке присоединилось Министерство обороны РФ. В этом же году Правительство РФ издало распоряжение № 2299-р от 17 декабря 2010 г., утверждающее план перехода федеральных органов исполнительной власти и федеральных бюджетных учреждений на использование «свободного» программного обеспечения.
Astra Linux имеет бесплатный релиз для общего пользования, а также несколько специализированных версий — для задач специального назначения, мобильных устройств, сетевого оборудования и серверов. Есть версия с поддержкой российской процессорной архитектуры «Эльбрус». Важнейшая функция системы и её главная отличительная особенность — защита информации, для обеспечения которой применяется множество многоуровневых решений, в том числе аппаратные средства производства «Русбитех». Обеспечивает степень защиты обрабатываемой информации до уровня государственной тайны «особой важности» включительно, сертифицирована в системах сертификации средств защиты информации Минобороны, ФСТЭК и ФСБ.
Исторически заказчиками Astra Linux были российские силовые ведомства, прежде всего армия, однако в связи с тенденциями импортозамещения и антироссийскими санкциями началось активное гражданское использование продукта, в том числе в рамках программ по отказу от Windows. К числу пользователей присоединились госструктуры и коммерческие корпорации, в том числе нефтяная индустрия, банковский сектор и др..
В июле 2015 г. состоялись переговоры о переводе на ПО Astra Linux госучреждений Республики Крым, в которой официальное использование зарубежных ОС затруднительно из-за антироссийских санкций. В ноябре 2015 года подписано соглашение о сотрудничестве с производителем серверов Huawei, который успешно протестировал свои решения на совместимость с Astra Linux. В феврале 2019 года Astra Linux внедрена на Тяньваньской АЭС (Китай, провинция Цзянсу).
С 2019 года происходит тестирование Astra Linux в системах группы компаний «Газпром», а в 2020 объявлено о полном переводе на Astra Linux российской государственной корпорации «Росатом». В 2021 году началось внедрение системы в ОАО РЖД.